# Força Aérea da Eslováquia

Rondó da Força Aérea eslovaca (Brasão de armas da Eslováquia).

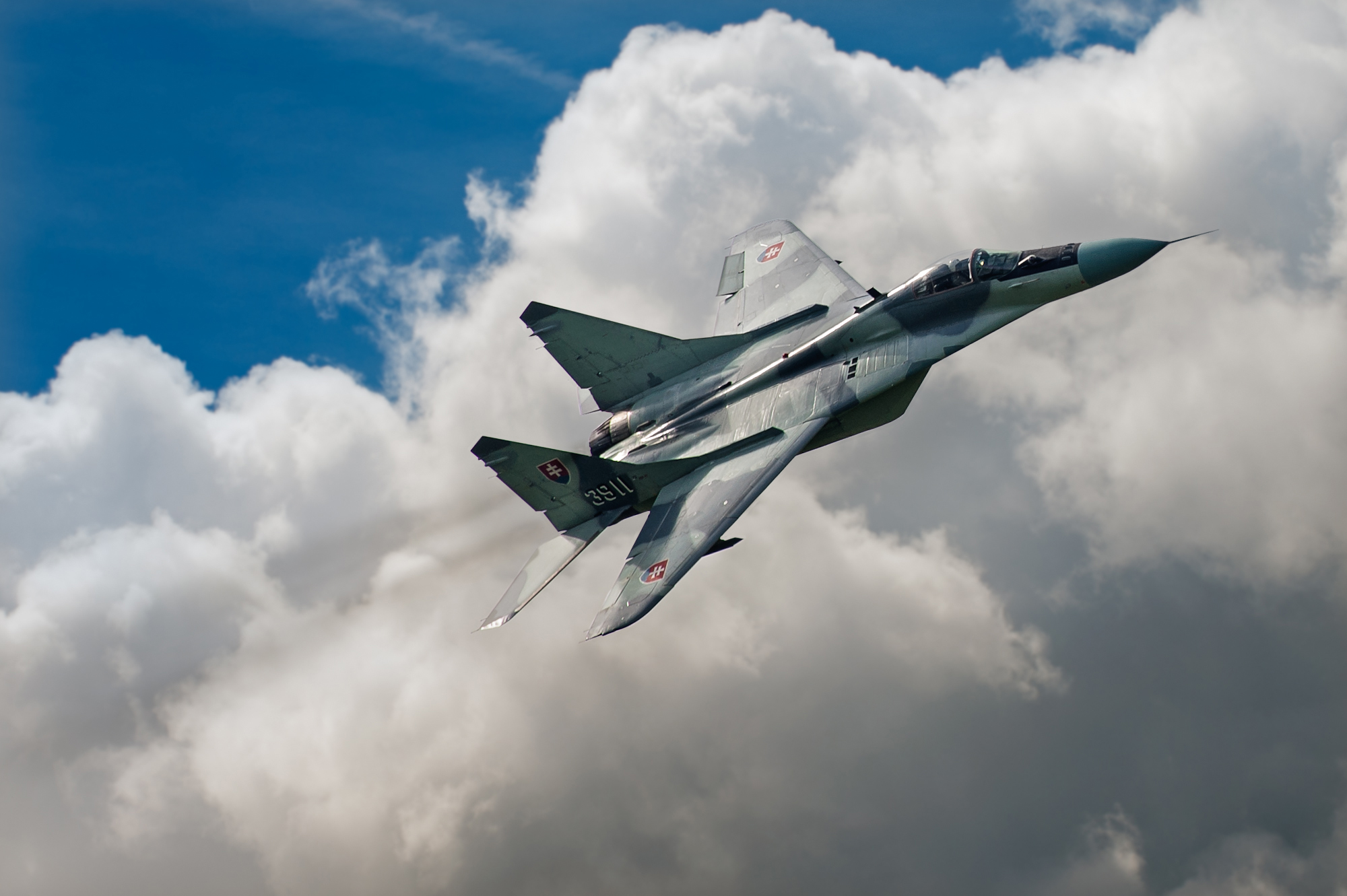
Um MiG-29 eslovaco.

A Força Aérea da Eslováquia, conhecido desde 2002 como a Força Aérea das Forças Armadas da República Eslovaca (em eslovaco: Vzdušné sily armády Slovenskej republiky), é o ramo aéreo e da defesa aérea das República da Eslováquia. Opera com 64 aeronaves a partir 3 grandes bases - Kuchyňa, Sliač, Prešov. A Força Aérea eslovaca está sob o comando do major-general Róbert Tóth.